# Центральный архив Министерства обороны Российской Федерации
Центральный архив Министерства обороны Российской Федерации (ЦАМО РФ или ЦА МО РФ) — ведомственный архив Российской Федерации, в котором хранятся документы различных штабов и управлений, объединений и соединений, частей, учреждений и военно-учебных заведений Минобороны России с 1941 до конца 1980-х годов.
Подчинён Архивной службе Вооружённых сил Российской Федерации, относится к числу подразделений истории, культуры и воинского воспитания Минобороны России. Основан в 1936 году. С 1946 года располагается в городе Подольск Московской области. В 1992 году сформирован филиал ЦАМО в г. Пугачёв Саратовской области. Начальник архива — полковник Игорь Альбертович Пермяков.
Полное действительное наименование — Федеральное государственное казённое учреждение «Центральный архив Министерства обороны Российской Федерации (войсковая часть 00500)».

## История
Образован 2 июля 1936 года как отдел архивов Народного комиссариата обороны Союза ССР.
В 1941 году в связи с агрессией Третьего рейха и его союзников архив был эвакуирован в Бузулук Оренбургской области.
В 1946 году архив был передислоцирован в Подольск Московской области, на территорию бывшего военного училища, где в 1939—1941 годах занимались подольские курсанты.
За большой вклад в обеспечение сохранности документов Советской Армии и активное участие в военно-исторических исследованиях награждён орденом Красной Звезды Указом Президиума Верховного Совета СССР от 8 июля 1986 года.
Осенью 2005 года в ходе избирательной кампании в Мосгордуму ЦАМО РФ оказался участником разбирательства по делу об ордене Красного Знамени, который, как утверждалось, был «незаконно присвоен» лидером фракции «Единой России» в Мосгордуме Андреем Метельским.
В конце марта 2008 года в СМИ появились неофициальные сообщения о том, что по результатам визита в ЦАМО министра обороны России было принято решение о закрытии ЦАМО и передаче территории архива под застройку. В 2011 году началось строительство строительство здания нового архива. По этому поводу историки высказали опасения за сохранность архивных документов во время переезда архива.

## Наименования
Архив неоднократно переименовывался:
- В 1943 году переименован в Историко-архивный отдел НКО.
- В 1944 — отдел архивов Красной Армии Управления делами НКО.
- С 21 июля 1947 года — Архив Министерства Вооружённых Сил СССР.
- С 25 февраля 1950 года — Архив Военного Министерства СССР.
- С 15 марта 1953 года — Архив Министерства обороны СССР (МО СССР).
- С 15 ноября 1975 года — Центральный Архив Министерства обороны СССР (ЦА МО СССР).
- С 12 марта 1992 года — Центральный архив Объединённых Вооружённых Сил Содружества Независимых Государств.
- С 10 июня 1992 года — Центральный архив Министерства Обороны Российской Федерации.
- С 1 января 2010 года — Федеральное государственное казённое учреждение «Центральный архив Министерства обороны Российской Федерации (войсковая часть 00500)»[3].

## Структура
В ЦАМО России хранится порядка 90 тыс. фондов, включающих 18,6 млн единиц хранения. Организация фондов в целом соответствует принципам организации самой армии: самостоятельные фонды составляют документы управлений центрального аппарата Министерства обороны, управлений военных округов, управлений армий, дивизий, воинских частей и отдельных учреждений.
Всего в структуру ЦАМО входит более десяти отделов, в том числе следующие отделы, хранящие документы по учёту личного состава:
- 2-й отдел — содержит наградные документы (приказы о награждении и наградные листы)
- 5-й отдел — содержит личные дела офицеров и генералов
- 6-й отдел — содержит документы на политический состав РККА, включая картотеку потерь и послужную картотеку
- 9-й отдел — содержит картотеку потерь сержантского и рядового состава, а также картотеку находившихся в плену и освобождённых нашими войсками[8]
- 11-й отдел — содержит четыре картотеки: персонального учёта офицерского и генеральского состава; потерь офицерского и генеральского состава; военнопленных офицеров и генералов, погибших в плену; награждённых орденами и медалями на весь личный состав Красной Армии (включая рядовых и сержантов)

В главном корпусе имеется научно-справочная библиотека, в которой можно ознакомиться с литературой по периоду Великой Отечественной войны, в том числе справочниками по военным частям и соединениям.

## Проблемы поиска информации
В читальном зале и картотеках ЦАМО работают самые разные категории исследователей: историки Великой Отечественной войны, ветераны войны, поисковики, а также все те, кто стремится узнать о судьбе или о боевом пути участников Великой Отечественной войны (прежде всего погибших или пропавших без вести родственников). Кроме того, архив ежемесячно даёт ответы на 22 тысячи писем и запросов, количество ответов достигает 250 тысяч ежегодно.
Тем не менее, исследователи сталкиваются с рядом проблем, связанными с доступом к документам по истории Великой Отечественной войны. Во-первых, многие архивные фонды 1941—1945 гг. по-прежнему недоступны и остаются на секретном хранении — несмотря на то, что в соответствии с федеральным законом «О государственной тайне России» документы должны рассекречиваться через 30 лет с момента их создания (за исключением случаев, когда разглашение содержащихся в них сведений может нанести ущерб обороноспособности страны). Во-вторых, в архиве продолжают действовать внутриведомственные директивы, позволяющие сотрудникам уничтожать часть документов по истечении сроков хранения.
Кроме того, в 1990-х и начале 2000-х гг. исследовательскую работу в читальном зале архива осложняли достаточно строгие ограничения — в частности, существовала цензура на выписки из рассекреченных документов (тетради, куда исследователи переписывали информацию, проверялись).
По состоянию на 2005 год, в ЦАМО на секретном хранении находилось 10 миллионов дел времён Великой Отечественной войны, тогда как в открытом доступе — 2 миллиона, то есть пятая часть. 8 мая 2007 года министр обороны России Анатолий Сердюков подписал приказ № 181, касающийся рассекречивания архивных документов Красной армии и Военно-морского флота за период 1941—1945 гг. Этот приказ предусматривает не массовое, а поштучное рассекречивание, ввиду чего весь этот процесс займёт много лет, и к тому же гриф секретности будет снят далеко не со всех документов. Приказ № 181 в совокупности со внутренними положениями Архивной службы позволяет по требованию исследователя рассекречивать в относительно короткие сроки дела с любым грифом секретности за период 1941—1945 гг., для инициации процесса достаточно заявить о желании.

## Награды
15 декабря 2006 года Национальный Благотворительный Фонд «Вечная Слава Героям» наградил ЦАМО РФ орденом «За служение Отечеству» (святых великого князя Дмитрия Донского и преподобного игумена Сергия Радонежского) III степени — «за большой вклад в обеспечение сохранности документов, активное участие в военно-исторических исследованиях, восстановлении исторической справедливости в отношении Защитников Отечества». Медалью «За служение Отечеству» III степени были также награждены семь сотрудников архива.

### Общие сведения
- ЦАМО РФ на сайте Министерства обороны Российской Федерации. Дата обращения: 17 августа 2011. Архивировано 27 мая 2012 года.
- ЦАМО РФ на сайте «Архивы России»
- Тема «ЦАМО» на форуме сайта Всероссийское генеалогическое древо
- Лариса Романовская. В списках не значится. Запросы от населения в ЦАМО РФ рассматриваются больше года. «Культура» № 17 (7476), май 2005 г.
- Виктория Чуткова. Не до ордена: Юбилей отшумел, награды, как и прежде, остались ждать своих героев. «Новая газета», 27.06.2005

### Рекомендации по поиску в ЦАМО
- Первый раз в ЦАМО. Советы новичку
- Поисковые архивные исследования (методичка)
- Образец анкеты-запроса в архив Министерства обороны по поиску судьбы военнослужащего

### Проблемы доступа к документам в ЦАМО
- Георгий Рамазашвили. Центральный архив Министерства обороны Российской Федерации: проблема доступа к документам. «Отечественные архивы». 2004. № 2.
- Георгий Рамазашвили. Портянка с грифом «секретно». «Совершенно секретно». 2004. № 5 (180).
- Георгий Рамазашвили. Есть такая профессия — историю зачищать: ЦАМО РФ в преддверии 60-летия Победы. «Неприкосновенный запас». 2005. № 2-3 (40-41).
- Георгий Рамазашвили. Раскопать архив Минюстом. «Московские Новости». 2005. № 07.
- Георгий Рамазашвили.. Секреты-шмекреты и Куликовская битва. «Новое литературное обозрение». 2005. № 74.
- Георгий Рамазашвили. Искусство секретить портянки. «Индекс/Досье на цензуру». 2003. № 19.
- Георгий Рамазашвили. Войны за просвещение — доступ к истории в наших руках. «Индекс/Досье на цензуру». 2007. № 26.
- Георгий Рамазашвили. «СверхНОВАЯ правда Виктора Суворова». Эксмо, 2010 г.
- Денис Бабиченко. Тайное общество: Приказ министра обороны о рассекречивании архивов Великой Отечественной войны так и не сделал тайное явным. «Итоги». 2007. № 29.
- Борис Соколов. Предъявите документы!
- Марк Солонин. Всё давно рассекречено, Всё давно рассекречено-2, Всё давно рассекречено-3.